# Tetanocera elata
Espèce
Tetanocera elata est un insecte diptère de la famille des Sciomyzidae.